# فرانسوی بلژیکی

نقشه زبانی بلژیک. مناطق رسمی فرانسوی‌زبان به رنگ قرمز.

فرانسوی بلژیکی (فرانسوی: français de Belgique‎) که به فرانسوی والونی (فرانسوی: français Wallon‎) نیز معروف است تنوع زبان فرانسوی است که عمدتاً در میان جامعه فرانسوی بلژیک، در کنار زبان‌های اویل مرتبط منطقه مانند والونی، پیکارد، شامپنوآ و لورن صحبت می‌شود. زبان فرانسوی که در بلژیک صحبت می‌شود تفاوت بسیار کمی با زبان فرانسوی فرانسه یا سوئیس دارد. از ویژگی‌های منحصر به فرد آن می‌توان به استفاده از برخی اصطلاحات که در کشور فرانسه باستانی تلقی می‌شوند و همچنین وام‌واژه‌گیری از زبان‌هایی مانند والون، پیکارد و هلندی اشاره کرد.
فرانسوی یکی از سه زبان رسمی بلژیک در کنار هلندی و آلمانی است. این زبان بومی توسط حدود ۴۰٪ از جمعیت، عمدتاً در منطقه جنوبی والونیا و منطقه پایتخت بروکسل صحبت می‌شود.